# Жекю Іван Григорович
Жекю́ Іван Григо́рович (нар. 19 січня 1957, Біляївка, Одеська область) — колишній радянський футболіст, воротар.

### Кар'єра
З дитинства у Біляївці Іван спочатку займався гандболом та легкою атлетикою. Пізніше став грати у футбол під керівництвом Олексія Федоровича Попичка, у складі юнацької команди вигравав першість області. Потім перейшов в одеську ДЮСШ-3. Після школи вступив на геологічний факультет одеського університету, виступаючи за команду якого виграв Спартакіаду серед університетів України. У 1975—1976 роках грав за дубль «Чорноморця», перший матч за основну команду провів 1977 року проти київського «Динамо» (1:1).
У 1982 році для проходження військової служби Жекю був переведений в одеський СКА, при цьому травма меніска завадила йому опинитися в ЦСКА. За два сезони у складі армійців в першій і другій лігах Жекю провів 80 матчів. Після закінчення служби воротареві надійшли пропозиції від «Дніпра» та мінського «Динамо», Жекю вирішив переїхати до Білорусі. У 1987 році повернувся в «Чорноморець», за три сезони провів 23 гри. У 1989 команда була на зборах в Марокко, Жекю залишився в країні, де виступав до 1995 року.
Після повернення з Марокко працював у Білорусі: займався автомобільним бізнесом, сигналізаціями, тренував збірну парламенту.
Станом на червень 2012 року - спортивний директор ФК «Клеческ».

## Досягнення
У 2006 році його було запрошено на посаду тренера ФК «Біляївка». Під йлого керівництвом команда виборола золоті медалі першості Одеської області у 2008 році.